# Okáč jílkový
Okáč jílkový (Lopinga achine) je nenápadný, ale vzácný motýl, který se v České republice vyskytuje jen na jediné lokalitě. Je to druh rodu Lopinga a je obyvatelem řídkých listnatých lesů s volným bylinným patrem a s převahou trav a ostřic. V  rozsáhlé čeledí babočkovitých je řazen do podčeledě okáčů.

## Rozšíření
Ostrůvkovitě je rozšířen od Pyrenejí přes Francii, Střední a Východní Evropu, jih Skandinávie, sever Balkánu, evropskou část Ruska, jižní Sibiř a Čínu až na Dálný východ, kde se mj. vyskytuje na Sachalinu a Kurilských i Japonských ostrovech. Ve většině evropských zemí se jeho stavy v posledních létech drasticky snížily a je silně ohrožen, vymřel např. již v Belgii, Lucembursku a Bulharsku.
V Česku byl okáč jílkový počátkem 20. století rozšířen ve většině nížinných lesů, v druhé polovině téhož století již vyhynul v Čechách a na přelomu tisíciletí žil pouze na dvou lokalitách na jižní Moravě. V současnosti se vyskytuje výhradně poblíž obce Javorník v okrese Hodonín v NPR Jazevčí spadající do CHKO Bílé Karpaty.

## Vzhled
Motýl má rozpětí křídel 46 až 52 mm. Přední křídla mají zakulacenou špičku, zadní jsou půlkulatá, boční okraje jsou lehce zvlněné. Obě strany křídel jsou kávově hnědé, samci je mají o něco tmavší. U obou pohlaví jsou na horní straně křídel řady s několika vejčitými tmavými očky žlutě vroubenými, na spodní straně každého křídla je pět až šest obdobných oček. Mezi očky a okraji křídel jsou tři tmavé linie a směrem k tělu jsou nepravidelné světlé plošky.

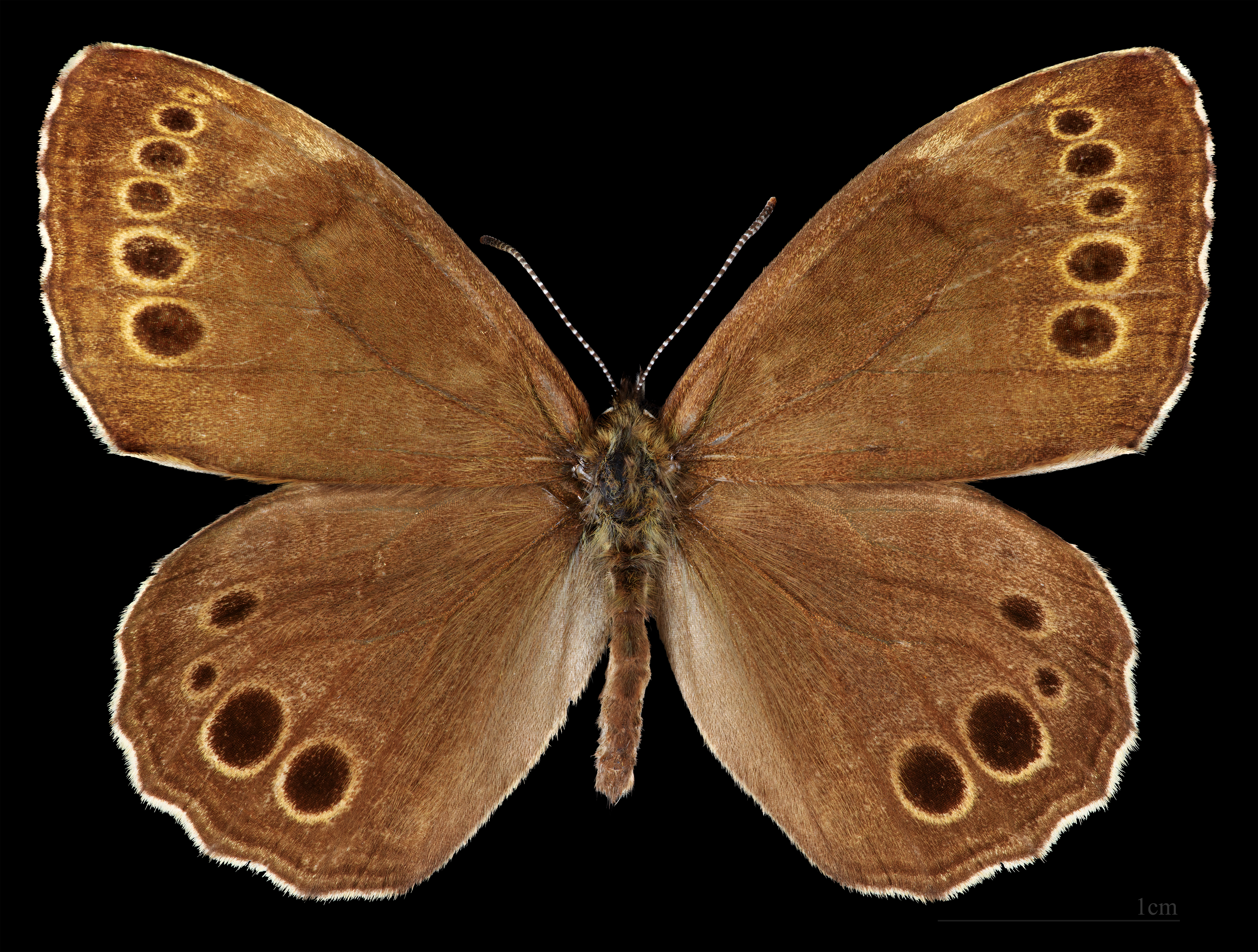
Lopinga achine ♂
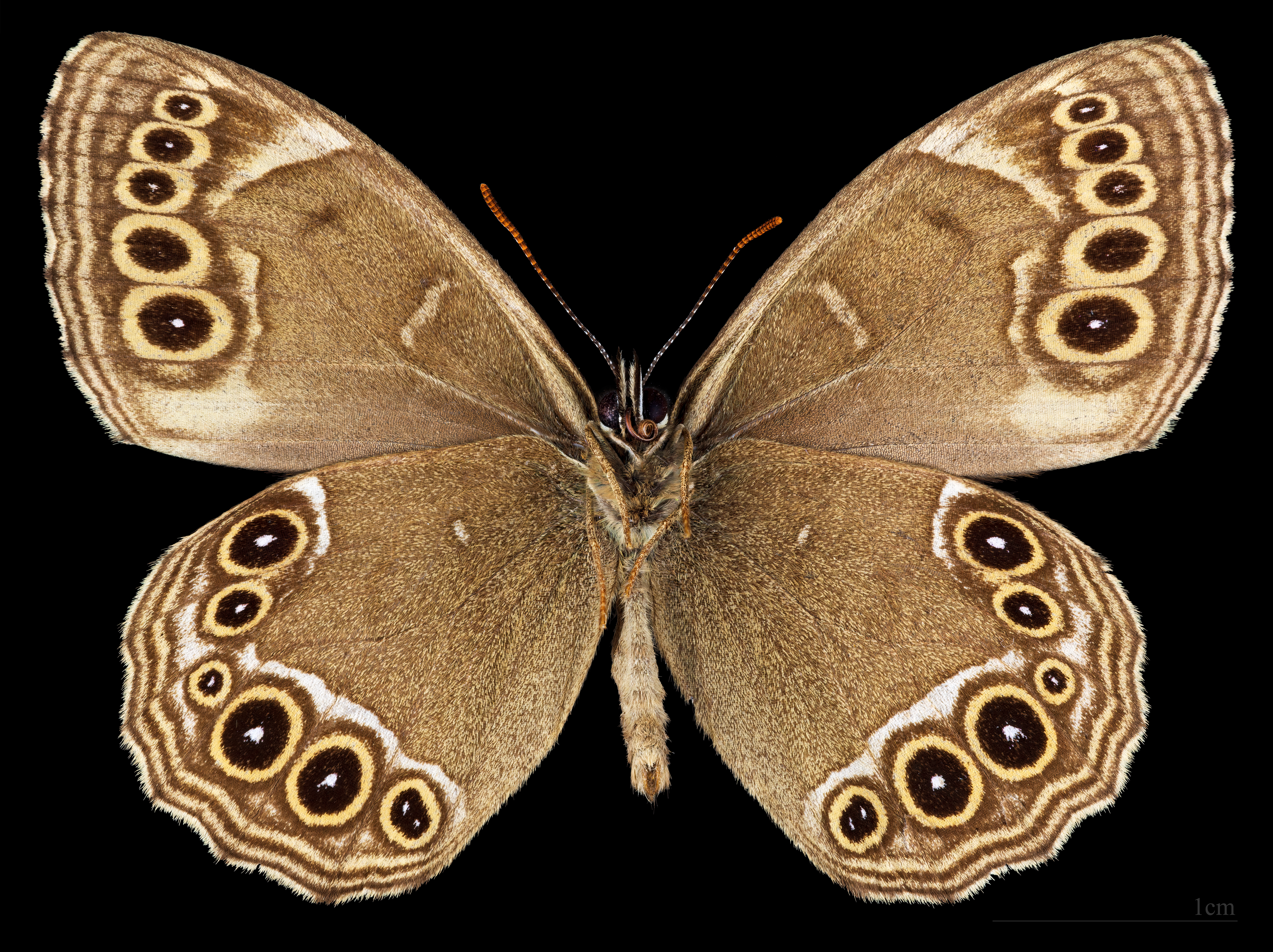
Lopinga achine ♂ △

## Ekologie
Tento velmi ohrožený druh je vázán na řídké a dostatečně světlé listnaté lesy se strukturovaným keřovým a nezapojeným bylinným patrem s převahou trav a ostřic. Takové podmínky nachází v lesích, kde se pase dobytek nebo ve zmlazeném pařezinovém lese. Nevyhovují mu ale rozsáhlé lesní paseky, kde půda silně vysychá. Housenky ke zdárnému vývoji potřebují slunce, současně však nesmí na přímém slunci jejich živné rostliny uschnout. V průběhu roku má okáč jílkový jedinou generaci potomků.
V podmínkách ČR potřebuje pro zdárný vývoj housenek porost ostřic, obvykle to bývají ostřice doubravní a ostřice Micheliova. Na těchto dvou druzích ale není striktně závislý, v jiných zemích západní Evropy se živí např. ostřici lesní, ostřici bílou, ostřici horskou, válečkou lesní, válečkou prapořitou, strdivkou nicí nebo dokonce metlicí trsnatou.
V dopoledních hodinách se motýli zdržují při zemi a s postupem dne se přesunují do keřového patra a na nízko visící větve stromů. Sají medovici z listů a šťávy z pupenů. Samci vyskytující se i ve skupinách též sají na mršinách a výkalech, samice žijí jednotlivě a více skrytě. Nemigrují na jiná stanoviště, nelétají na vzdálenosti delší než 2 km. Protože jejich larvální vývoj probíhá pouze na vlhkých zatravněných světlinách v lesních porostech, jsou v případné zahuštění stromového patra a zániku lesních světlin odsouzení k zániku.

## Rozmnožování
Dospělí motýli se objevují od konce května do počátku července. Samice po spáření kladou vajíčka jednotlivě na rostliny rostoucí v lesním polostínu, jedna jich naklade i více než sto. Z vajíček se za dva až tři týdny líhnou housenky, které jsou světle zelené s hnědou střední a bílými bočními čárami. Krmí se listy rostliny a do podzimu se dvakrát svléknou, pak slezou na zem, kde přezimují u kořenů rostlin. Na jaře se probudí a pokračují na rostlině v žíru. V květnu se zakuklí a po metamorfóza, trvající asi 16 dnů, vylétnou noví dospělci, samci se líhnou před samicemi.

## Ohrožení
Velký úbytek tohoto druhu je důsledkem změn v lesním hospodaření, kde se na úkor tradiční formy upřednostňují moderní intenzivní způsoby a listnaté stromy se nahrazují rychle rostoucími jehličnatými. Pro co největší výtěžnost jsou nové stromy vysazovány hustěji a již vzrostlé jsou mýceny nikoliv probírkou, ale plošně. Vznikají tak rozsáhlé, mikroklimaticky zcela nevhodné paseky, na kterých okáči jílkoví nemohou prosperovat, stejně jako v hustých a tmavých porostech. Pro motýly je také zcela nevhodné lesní prostředí s neodklizenými zbylými větvemi po těžbě, ve kterém jen stěží mohou jejich živné rostliny růst.
Okáč jílkový, vyskytující se v České republice pouze v jediném nevelkém areálu, je „vyhláškou MŽP ČR č. 395/1992 Sb.,“ v platném znění i „Červeným seznamem bezobratlých ČR“ zařazen do kategorie druh kriticky ohrožený (CR).